# Fals faune
El fals faune (Arethusana arethusa) és una espècie de lepidòpter papilionoïdeu de la família dels nimfàlids (Nymphalidae) present als Països Catalans.

## Distribució
Es distribueix pel Marroc i el sud d'Europa fins al Tian Shan. A la península Ibèrica es troba a la meitat nord i a Sierra Nevada i serralades limítrofes.

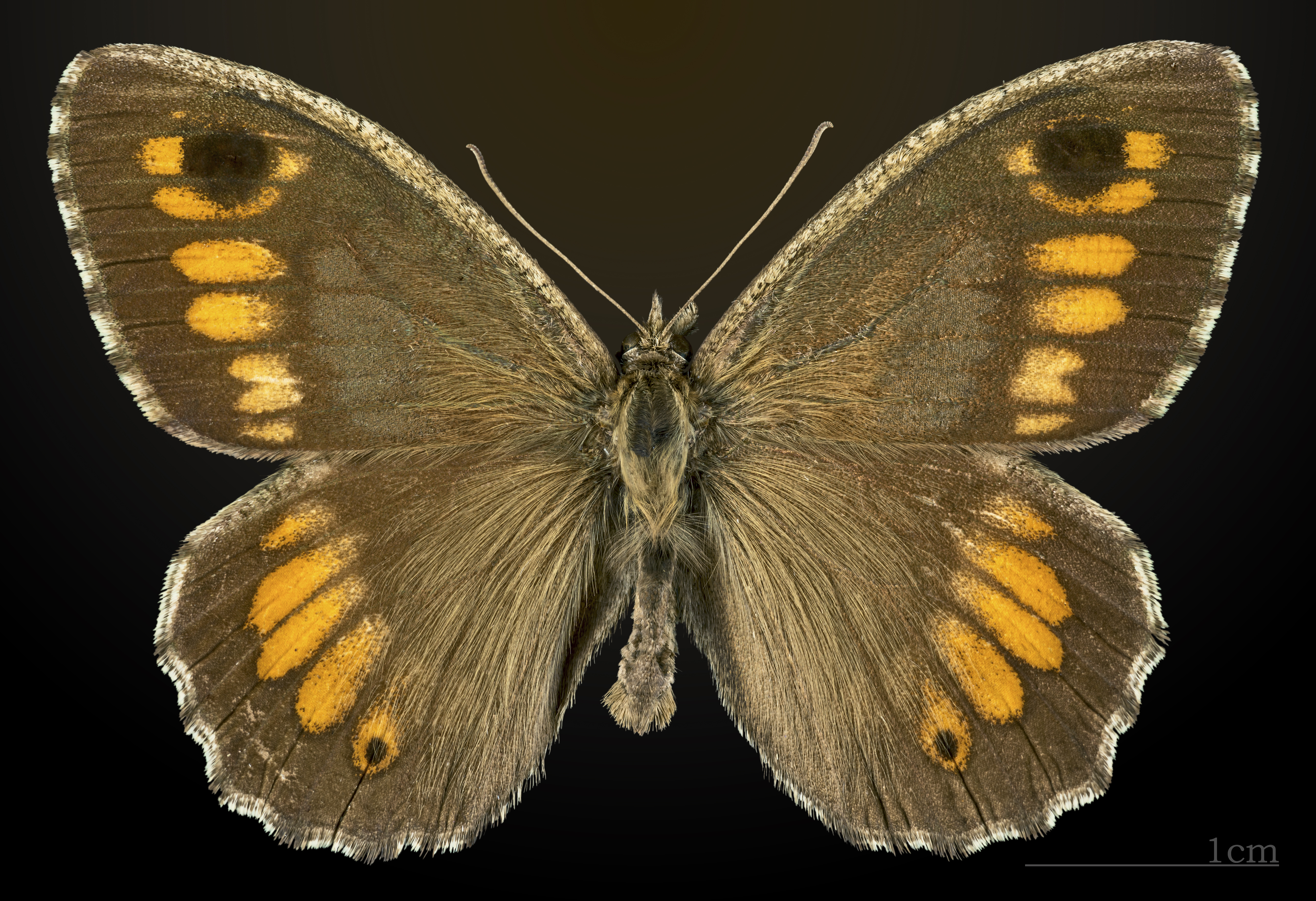
♂
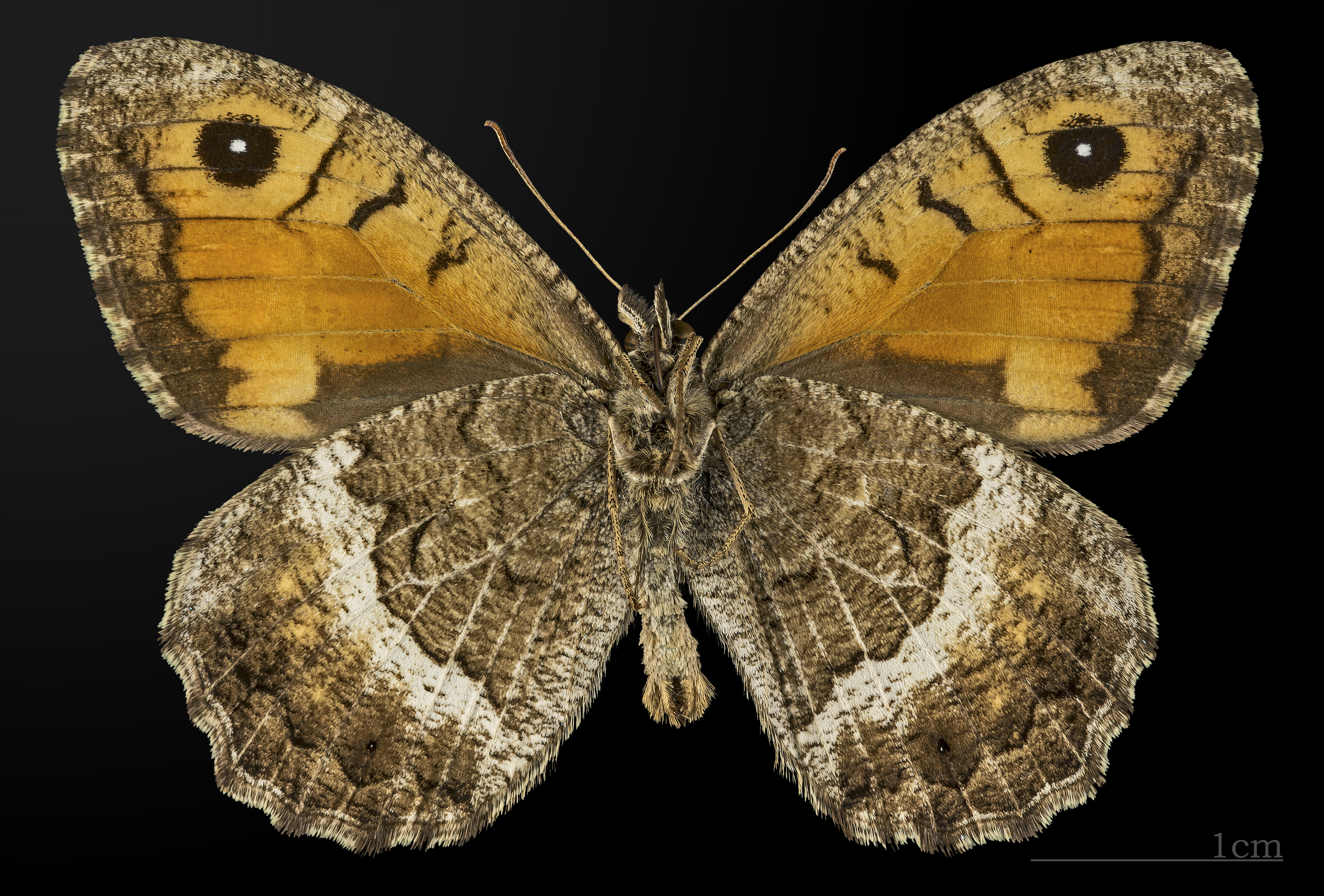
♂ △

## Hàbitat
Zones arbustives i herboses, marges de bosc i barrancs rocosos. L'eruga s'alimenta de gramínies tals com Bromus, Festuca, Brachypodium phoenicoides, Dactylis, Poa, Lolium.

## Període de vol i hibernació
Vola en una sola generació entre finals de juny i mitjans de setembre, segons la localitat. Hiberna com a eruga.